# Psychotria sarapiquensis
Psychotria sarapiquensis är en måreväxtart som beskrevs av Paul Carpenter Standley. Psychotria sarapiquensis ingår i släktet Psychotria och familjen måreväxter. Inga underarter finns listade i Catalogue of Life.